# Emilia Ankiewicz
Emilia Ankiewicz-Obukowicz (ur. 22 listopada 1990 w Elblągu) – polska lekkoatletka specjalizująca się w biegu na 400 metrów przez płotki. Olimpijka z Rio de Janeiro 2016.

## Kariera sportowa
W 2015 zdobyła srebrny medal na uniwersjadzie w Gwangju. Ósma zawodniczka mistrzostw Europy w Amsterdamie w 2016.
Trzykrotnie zdobywała medale mistrzostw Polski seniorów w biegu na 400 metrów przez płotki –  srebrne w 2014 i 2015 oraz brązowy w 2013. Zwyciężczyni biegu na 800 metrów podczas halowych mistrzostw Polski (2017) – została jednak zdyskwalifikowana za przekroczenie krawężnika. Złota medalistka halowych mistrzostw Polski w mieszanej sztafecie 4 × 400 metrów (2018). Medalistka mistrzostw kraju w kategorii wiekowej młodzieżowców.
Rekord życiowy: 55,89 (15 sierpnia 2016, Rio de Janeiro), gdzie uzyskała kwalifikację do półfinału Igrzysk Olimpijskich.
25 sierpnia 2021 ogłosiła zakończenie kariery sportowej.
30 kwietnia 2023 wzięła ślub z Michałem Obukowiczem, sędzią piłki nożnej.

## Osiągnięcia
| Rok  | Impreza              | Miejsce        | Konkurencja                     | Lokata     | Wynik |
| ---- | -------------------- | -------------- | ------------------------------- | ---------- | ----- |
| 2015 | Uniwersjada          | Gwangju        | bieg na 400 metrów przez płotki | 2. miejsce | 56,55 |
| 2016 | Mistrzostwa Europy   | Amsterdam      | bieg na 400 metrów przez płotki | 8. miejsce | 57,31 |
| 2016 | Igrzyska olimpijskie | Rio de Janeiro | bieg na 400 metrów przez płotki | półfinał   | 56,99 |